# Francesco Antonio Mayerle
Francesco Antonio Mayerle (Praga, 1710 – Vercelli, 23 agosto 1782) è stato un pittore boemo, che operò in Piemonte nel XVIII secolo.
Giunse in Piemonte, nel 1741, al seguito del pittore austriaco Giovanni Adamo Wehrlin, incaricato di accompagnare a Torino una collezione di quadri che il re aveva acquistato a Vienna dalla moglie del principe di Sassonia. Oltre a dipingere quadri e affreschi per numerose chiese piemontesi, si occupò anche di restauri negli appartamenti reali.
Tra le opere: Comunione di San Carlo, nella cappella di San Carlo della Basilica del Corpus Domini di Torino; Elemosina di S. Omobono, nella Chiesa di San Francesco d'Assisi di Torino; dipinti (evangelisti) nella cupola della Basilica di San Maurizio e Lazzaro di Torino; Gesù nell'orto e Coronazione di Spine, tele eseguite per la chiesa di Santa Maria al Monte dei Cappuccini di Torino; Martirio di San Lorenzo e Sacra Famiglia per la chiesa di San Lorenzo a Vercelli; S. Rocco, S. Maurizio, S. Giovanni Battista in adorazione del Bambino, Santuario di Vicoforte; San Massimo di Riez davanti alla Trinità, parrocchiale di Agliè.